# Jerzy Grotowski
Jerzy Marian Grotowski (pronunciación en polaco, /ˈjɛʐɨ ˈmarjan grɔˈtɔfskʲi/; Rzeszów, Subcarpacia, Polonia, 1933 - Pontedera, Toscana, Italia, 1999) fue un innovador director de teatro y teórico polaco cuyos enfoques de actuación, formación y producción teatral han influido significativamente en el teatro moderno. 
Nació en el sudeste de Polonia en 1933 y estudió actuación y dirección en la Academia Ludwik Solski de artes teatrales de Cracovia y el Instituto ruso de arte teatral de Moscú. Debutó como director en 1957 en Cracovia con la obra de teatro Las sillas de Eugène Ionesco y poco después fundó un pequeño taller de teatro en 1959 en la ciudad de Opole. 
Durante los años 60, la compañía comenzó a hacer giras internacionales y su trabajo atrajo un interés creciente. A medida que su trabajo ganó mayor reconocimiento y reconocimiento, Grotowski fue invitado a trabajar en los Estados Unidos, y abandonó Polonia en 1982. Aunque la compañía que fundó en Polonia cerró unos años más tarde en 1984, continuó enseñando y dirigiendo producciones en Europa y América. Sin embargo, Grotowski se sintió cada vez más incómodo con la adopción y adaptación de sus ideas y prácticas, particularmente en los Estados Unidos. Entonces, en lo que parecía ser la altura de su perfil público, dejó América y se mudó a Italia, donde estableció el Centro de Trabajo Grotowski en 1985 en Pontedera, cerca de Pisa. 
En este centro continuó su experimentación y práctica teatral y fue aquí donde continuó dirigiendo la capacitación y los eventos teatrales privados casi en secreto durante los últimos 20 años de su vida. Sufriendo de leucemia y una afección cardíaca, murió en 1999 en su casa en Pontedera.
Como teórico del teatro, incorporó un profundo tratamiento físico al psicologismo del método de actuación de Konstantín Stanislavski. Influido por Antonin Artaud y el teatro oriental, propugnó un teatro ritual, como ceremonia y liturgia, que se centraba en el actor y en la relación actor–espectador. Su concepción teatral está recogida en la obra Hacia un teatro pobre (1968), que ha influido notablemente en el teatro europeo.
Radicalmente renovador, Grotowski rechazó la primacía del texto como base del arte teatral (sus adaptaciones de obras clásicas fueron libérrimas), así como los elementos escénicos tradicionales (iluminación, escenografía o vestuario, prácticamente ausentes en sus montajes, por considerar que desvían la atención de lo esencial). Su dramaturgia priorizó el trabajo actoral, a los que exigía un extraordinario esfuerzo físico y psicológico y la interacción con el espectador para conseguir su implicación y participación en la obra de teatro.

## Biografía
Nacido en Rzeszow el 11 de agosto de 1933, su padre cursó estudios artísticos como pintor y escultor y al marchar a la guerra, nunca regresó a Polonia, perdiendo la comunicación con su hijo. Su madre, maestra, introdujo en él una serie de valores que luego se verían reflejados en su teatro, como el sentido de unidad y de comunidad.
Jerzy se formó como actor y director en la escuela Ludwik Solski de Cracovia (Państwowa Wyższa Szkoła Teatralna im. Ludwika Solskiego de Cracovia) y en la Universidad Rusa de arte teatral de Moscú.
A su regreso de la URSS, asumió la dirección de un pequeño teatro de Opole (ciudad de 60.000 habitantes) llamado el “Teatro de las 13 filas”, junto con Ludwik Flaszen, quien sería su asesor literario durante su carrera. Dirigió el teatro entre 1959 y 1964. Más tarde, pasó a llamarse Teatro Laboratorio en 1965, cuando se trasladaron a la localidad de Breslavia (Wroclaw).
Grotowski montó algunos textos clásicos de la literatura polaca y mundial: Caín, de Lord Byron; Sakuntala, de Kalidasa; Los antepasados de Eva, de Adam Mickiewicz; Kordian, de Juliusz Słowack; Akropolis, de Stanisław Wyspiański; Hamlet, de William Shakespeare; La trágica historia del doctor Fausto, de Christopher Marlowe; El príncipe constante, de Calderón de la Barca; y los Evangelios, del Apocalipsis cum figuris.
En 1976 el Teatro Laboratorio desapareció y Grotowski continuó con la enseñanza y el trabajo experimental por todo el mundo, generando el concepto de "teatro pobre". La revolución que supusieron sus técnicas en los ensayos y en el entrenamiento para el actor se describen en distintos libros, especialmente en Hacia un teatro pobre, recopilación de textos que adopta el título de un artículo publicado en 1965.
Su obra ha influido a directores y actores contemporáneos, como Alejandro Jodorowsky, Eugenio Barba y Peter Brook. La colección de sus escritos teóricos, Hacia un teatro pobre, se publicó en 1968 con introducción de Brook.

## Etapas posteriores
- 1967: Viaja por primera vez a los Estados Unidos para mostrar y hablar de su trabajo.
- 1968: Hacia un teatro pobre se publica.
- 1969-1978: Concepción del parateatro, también llamado 'teatro de participación': en este periodo se aleja del arte teatral y elimina la distinción entre actores y espectadores.
- 1976-1982: Concepción del teatro de los orígenes: Grotowski busca “técnicas de origen, arcaicas o nativas que acerquen a la gente de vuelta a los orígenes de la vida, para dirigir la percepción primitiva a la experiencia de la vida orgánica primaria.”
- 1983-1986. Concepción del drama objetivo: se desarrolla en la Universidad de California y la búsqueda se centra en elementos específicos de rituales ancestrales de varias culturas.
- 1986-1999: Concepción de el teatro como vehículo: corresponde con la fase final de trabajo de Grotowski. Esta etapa se desarrolla en Pontedera, Italia, apoyado por el "Centro per la Sperimentazione e la Ricerca Teatrale", de Roberto Bacci y Carla Pollastreti. Además, nace el "Workcenter of Jerzy Grotowski". Luego, desarrolla estructuras de representación consistentes en acciones relacionadas con canciones muy antiguas que servían a propósitos rituales. En este momento, el actor estadounidense Thomas Richards colabora con Grotowski.
- 14 de enero de 1999: Jerzy Grotowski muere en Pontedera, Italia, a los 65 años. Fue incinerado y las cenizas esparcidas en la India, cerca de la montaña Arunachala.[3]

## Teatro pobre
El 'teatro pobre' creado por Grotowski implicó la salida de aspectos que, desde otras perspectivas teatrales, se consideran necesarios para la realización de una puesta en escena. Sin embargo, en el teatro desarrollado por Grotowski no es posible privarse de la relación actor-espectador, pues esta es vital para la puesta en escena y también permite el desarrollo del actor y del espectador sobre sí mismos.
Ante la carencia de escenografía, maquillaje y el uso mínimo de elementos de luz y vestuario, el teatro pobre pone énfasis en el trabajo del actor, al cual no se le instruye mediante técnicas preestablecidas, por el contrario, se pretende eliminar las resistencias que el organismo del actor produce ante el conjunto de estas técnicas. Grotowski define esta situación del modo que sigue:

“La nuestra es una vía negativa, no una colección de técnicas, sino la destrucción de obstáculos”.

Esta austeridad en el 'teatro pobre' le permite al actor explorar, experimentar y trabajar sobre su propio cuerpo logrando mostrar sensaciones, imágenes y sonidos a través de expresiones faciales, movimientos corporales, posturas, ritmos, etc., sin recurrir al uso de maquillaje, vestuario o efectos de sonido. Esto implica que el trabajo del actor es constante, y por ello no cuenta con una serie de técnicas determinadas, ya que en cada representación se conforma una nueva experiencia tanto para el actor como para el espectador.

## El príncipe constante
Jerzy Grotowski realizó en el Teatro Laboratorio de Breslavia entre 1965 y 1968 planteamientos sobre esta obra dramática, que tuvo después ocasión de explicar en Londres, invitado por Peter Brook. Grotowski contaba con la traducción de la obra al polaco realizada por el poeta romántico Juliusz Slowacki, quien añadía a su calidad literaria el haberse convertido en todo un símbolo de la independencia polaca. La profundidad y la armonía estaban ahí, Grotowski sólo tenía que desnudar el texto, hacer de la pobreza de su personaje un arma arrojadiza, dejar ver la crueldad en blanco y negro. He aquí cómo describe la experiencia Peter Brook:
"El trabajo de Grotowski lo lleva a penetrar cada vez más profundamente en el mundo interior del actor, hasta el punto en que éste deja de ser actor para convertirse en el hombre esencial. Para ello se requieren todos y cada uno de los elementos dinámicos del drama, de manera tal que se pueda exprimir cada célula del cuerpo para que revele sus secretos."
La obra fue un éxito en París, lo cual dio a conocer el nombre de la obra, el de Grotowski y el de su técnica escénica en todo el mundo occidental. Son célebres las representaciones de este montaje en algunas ciudades importantes de América. En Argentina continúa su tarea el director Federico Herrero y en Brasil el grupo LUME.

## Obras dirigidas
- Sakuntala.  Kalidasa. 1960

- Caín. Lord Byron.  1969

- Los antepasados de Eva. Adam Mickiewicz.  1961

- Kordian.  Juliusz Słowackii. 1962

- La trágica historia del doctor Fausto . Christopher Marlowe.  1962

- Akropolis. Stanisław Wyspiański. 1964

- El príncipe constante. Calderón de la Barca. 1965

- Apocalipsis cum figuris. Creación propia. 1969